# Gómfi
Gómfi, en grec moderne : Γόμφοι, est un village et un ancien dème du district régional de Tríkala, en Thessalie, Grèce. Depuis  2010, il est fusionné au sein du dème de Pýli.
Selon le recensement de 2011, la population du dème compte 4 782 habitants tandis que celle du village s'élève à 962 habitants.